# Język mikmak
Język mikmak (mi'kmaq) – język z grupy wschodniej języków algonkiańskich, używany przez niemal 11 tys. rdzennych mieszkańców Kanady i północno-wschodnich rejonów USA.
Nazwa mi'kmaq oznacza: „moi przyjaciele” (liczba pojedyncza – míkm).

## Fonetyka
|                   | Samogłoska przednia | Samogłoska przednia | Samogłoska środkowa | Samogłoska środkowa | Samogłoska tylna | Samogłoska tylna |
| Krótka            | Długa               | Krótka              | Długa               | Krótka              | Długa            |                  |
| ----------------- | ------------------- | ------------------- | ------------------- | ------------------- | ---------------- | ---------------- |
| Głoska zamknięta  | i                   | iː                  |                     |                     | u                | uː               |
| Głoska półotwarta | e                   | eː                  | ə                   | ə                   | o                | oː               |
| Głoska otwarta    |                     |                     | a                   | aː                  |                  |                  |

|                               | Spółgłoska wargowa | Spółgłoska przedniojęzykowo-dziąsłowa | Spółgłoska podniebienna | Spółgłoska miękkopodniebienna | Spółgłoska wargowo-miękkopodniebienna |
| ----------------------------- | ------------------ | ------------------------------------- | ----------------------- | ----------------------------- | ------------------------------------- |
| Spółgłoska zwarta             | p                  | t                                     |                         | k                             | kʷ                                    |
| Spółgłoska zwarto-szczelinowa |                    |                                       | tʃ                      |                               |                                       |
| Spółgłoska szczelinowa        |                    | s                                     |                         | x                             | xʷ                                    |
| Spółgłoska nosowa             | m                  | n                                     |                         |                               |                                       |
| Aproksymant                   | w                  | l                                     | j                       |                               |                                       |